# Tanypus pubitarsis
Tanypus pubitarsis är en tvåvingeart som först beskrevs av Zetterstedt 1850.  Tanypus pubitarsis ingår i släktet Tanypus och familjen fjädermyggor.
Artens utbredningsområde är Grönland. Inga underarter finns listade i Catalogue of Life.